# Archiwum Archidiecezjalne w Przemyślu
Archiwum Archidiecezjalne w Przemyślu – instytucja Kurii Archidiecezjalnej Przemyskiej, przechowująca i gromadząca archiwalia wytworzone na terenie archidiecezji przemyskiej.

## Historia
W 1918 roku bp Józef Sebastian Pelczar ustanowił urząd archiwariusza Kurii diecezjalnej, którym został ks. dr Jan Kwolek.  W maju 1926 roku archiwum konsystorskie otrzymało własny lokal w nowym budynku Kurii Biskupiej. Do października 1927 roku został uporządkowany zasób archiwum, który podzielono na działy:
- Dział I – pergaminy.
- Dział II – księgi konsystorskie.
- Dział III – akta diecezjalne.
- Dział IV – akta konsystorskie.
- Dział V – akta i księgi parafialne.
- Dział VI – ekstrakta metrykalne.
- Dział VII – teki większe.
- Dział VIII – druki kurialne[2].

15 października 1927 roku bp Anatol Nowak erygował Archiwum Diecezjalne jako instytucję ogólnodiecezjalną, które otrzymało statut i regulamin opracowany przez ks. dra Jana Kwolka. Archiwum zaczęło przyjmować parafialne księgi metrykalne. W wrześniu 1939 roku w archiwum było 2098 ksiąg.
We wrześniu 1939 roku Przemyśl został zajęty przez sowietów. W styczniu 1940 roku sowieci upaństwowili archiwum diecezjalne, a w listopadzie NKWD zarekwirowało 2086 ksiąg i wywiozło do Lwowa. Część zbiorów archiwalnych i bibliotecznych została zniszczona przez sowietów. W 1942 roku ks. dr Jan Kwolek rozpoczął rozmowy z Niemcami o zwrot zasobu archiwum. W czerwcu 1943 roku odzyskano część zasobu. Zbiory, które we Lwowie zatrzymano, Niemcy wywieźli w 1944 roku na zachód.

## Dyrektorzy
- ks. dr Jan Kwolek (1927–1955)
- ks. dr Julian Ataman (1955–1976)
- ks. kan. Mieczysław Kociubiński (1976–1991)
- ks. prał. dr Henryk Borcz (1991–2024)
- ks. dr Piotr Lasota (od 2024)